# راجو
راجو (به عربی: راجو) یک منطقهٔ مسکونی در سوریه است که در استان حلب واقع شده‌است. راجو ۴٬۰۰۰ نفر جمعیت دارد.